# Уцуномия
Уцуномия е най-голям град и столица на префектура Точиги, Япония. Населението му е 520 189 жители (по приблизителна оценка от октомври 2018 г.), а площта – 416,84 кв. км. Намира се в часова зона UTC+9 на 100 км северно от националната столица Токио. Градът не е включен в Голямо Токио, макар да се намира близо до него. Основан е на 1 април 1896 г.